# Orgulhosamente sós

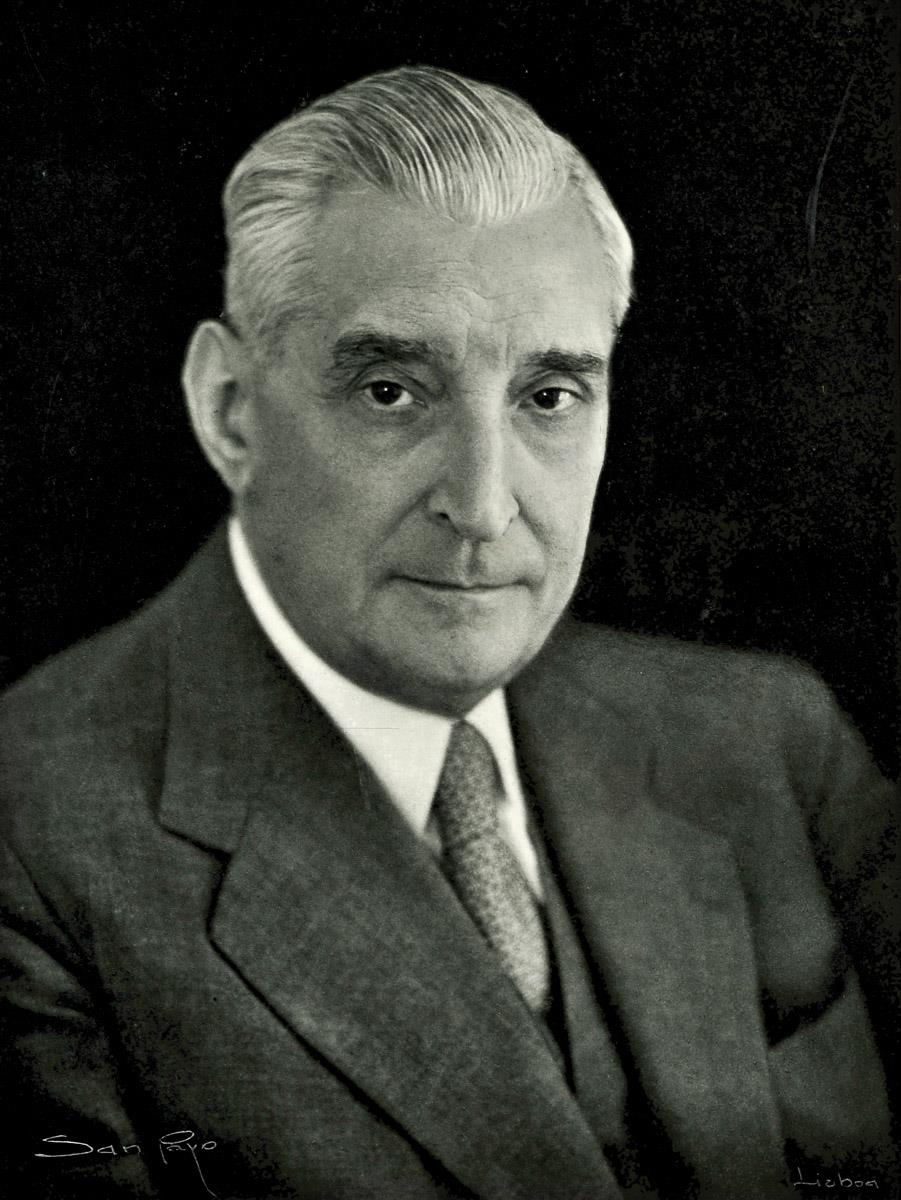
António de Oliveira Salazar, autor da frase

A expressão "orgulhosamente sós" foi uma declaração feita pelo ditador português António de Oliveira Salazar para descrever a situação geopolítica do país durante o Estado Novo.
A expressão terá sido usada pela primeira vez a 18 de fevereiro de 1965, num discurso sobre a guerra colonial e a suposta falta de suporte dos seus aliados. Apesar de não ser exatamente verdadeira (já que Portugal contava com grandes apoios tanto em África e como na Europa), esta afirmação tornou-se um símbolo do isolamento do regime, tendo sido aproveitada pelos opositores políticos de então, e corroborada pelos de hoje, para criticar a situação que então se vivia.
Desde então, a frase entrou para o vernáculo, sendo usada em diversos contextos.
Foi bastante usada pela imprensa portuguesa para descrever o Reino Unido na segunda década do século XXI, no contexto da saída do Reino Unido da União Europeia.
Recentemente, o Grupo 1143 (de ideologias ultranacionalistas e neonazis) começou a usar a expressão como um dos seus slogans.